# Alberik van Gâtinais
Alberik van Gâtinais (overleden tussen 1028 en 1030) was van circa 992/997 tot aan zijn dood graaf van Gâtinais.

## Levensloop
Alberik was de zoon van graaf Godfried I van Gâtinais uit diens huwelijk met Beatrix, dochter van graaf Alberik II van Mâcon.
Na de dood van zijn vader tussen 992 en 997 werd hij graaf van Gâtinais. Tijdens zijn eerste regeringsjaren was Alberik nog minderjarig, waardoor een regent in zijn plaats regeerde. Vermoedelijk was dat zijn oom langs moederskant, graaf Wouter II van Vexin, maar dit is niet helemaal zeker. Vanaf 1006-1007 regeerde hij zelfstandig. Als graaf van Gâtinais schonk Alberik landerijen in de omgeving van Auxerre aan de Abdij van Fleury.
Hij overleed tussen 1028 en 1030, vermoedelijk ongehuwd en kinderloos. Alberik werd opgevolgd door zijn halfbroer Godfried II, de zoon van zijn moeder Beatrix van Mâcon en haar tweede echtgenoot Hugo van Perche.